# Arothron hispidus
Arothron hispidus – gatunek morskiej ryby rozdymkokształtnej z rodziny rozdymkowatych (Tetraodontidae).

## Występowanie
Występuje zarówno w wodach brakicznych (słonawych) jak i morskich. Jest mieszkańcem Oceanu Indo–Pacyficznego od Morza Czerwonego i wschodniego wybrzeża Afryki po południową Japonię i Hawaje. Na Zachodnim Pacyfiku występuje w Zatoce Kalifornijskiej do Panamy. 

## Charakterystyka
Na ciele tego gatunku, z wyjątkiem pyska oraz płetwy ogonowej, znajdują się małe kolce. Długość ciała - do 50 cm. Należy do gatunków nekto-bentosowych, przebywa na dnie oraz w toni wodnej. Nie migruje, stale przebywa w rejonach raf koralowych do głębokości 50 m. Zazwyczaj występuje pojedynczo w rejonach przybrzeżnych o piaszczystym dnie. Osobniki młodociane często spotykane są w estuariach. Wykazuje silne zachowania terytorialne. Jego dieta jest bardzo urozmaicona od glonów morskich poprzez bezkręgowe takie jak mięczaki, osłonice, gąbki, koralowce, ukwiały morskie, kraby i szkarłupnie, aż po detrytus. Mięso tego gatunku zawiera tetrodotoksynę, jest bardzo toksyczne dla ludzi. Arothron hispidus jest częstym mieszkańcem akwariów morskich na całym świecie.